# Ica Lenkeffy
Ica Lenkeffy (uneori: Lenkefi, în străinătate Ica von Lenkeffy, născută: Kaukál) (n. 24 octombrie 1896, Miskolc, Austro-Ungaria – d. 24 ianuarie 1955, Budapesta, Republica Populară Ungară) a fost o actriță maghiară, una dintre primele vedete ale filmului mut maghiar.

## Biografie
A fost fiica actorului Kornél Lenkefi (Kaukál Győző Manó József) și al actriței Ernesztin (Katalin) Keresztély. Numele ei original era Ilona Kaukál (Zsuzsa Thury o menționează Ilona Kalkál în cartea ei). A învățat la Budapesta, dar nu a urmat o școală de actorie. A jucat inițial pe scenele teatrelor din provincie și apoi, la vârsta de cincisprezece ani, a jucat rolul Julie în piesa Nyári szerelem la Teatrul de Comedie din Budapesta. Până în 1913 a jucat la Teatrul de Comedie, în 1914 a jucat la Teatrul Maghiar și în 1915 la Teatrul Regal. Pe 8 iunie 1918 s-a căsătorit în cartierul Erzsébetváros din Budapesta cu Imre Roboz, directorul companiei Projectograf Rt., de care a divorțat în 1923.
A debutat în cinematografie în 1912, jucând în două filme regizate de Sándor Góth. Primul film de succes a fost Szulamit (1916, regizat de Jenő Illés), apoi a obținut roluri principale în producțiile regizate de Mihály Kertész (Michael Curtiz) și Sándor Korda. Printre partenerii săi au fost Gyula Csortos, Artúr Somlay, Jenő Törzs și mai târziu Pál Lukács, câștigătorul premiului Oscar. În 1921 a fost invitată la Viena, apoi la Berlin. A jucat rolul Desdemonei în filmul Othello (1922), în care i-a avut ca parteneri pe Emil Jannings (Othello) și Werner Krauss (Iago). Aceasta a fost prima adaptare cinematografică a piesei Othello a lui Shakespeare.
În 1923 s-a căsătorit din nou, de această dată cu bancherul parizian Louis Mannheim. S-a mutat la Paris, unde a trăit în condiții de lux și a renunțat la film, la dorința soțului ei. Mai târziu, a încercat să-și reia cariera și a jucat în două filme mute franceze, dar apariția sonorului a făcut-o să renunțe. A trăit apoi cu Miklós Goldberger, fiul industriașului Leo Goldberger. În anii 1930 s-a întors în Ungaria.

## Roluri în piese de teatru
- L. Artus–Adorján: Nyári szerelem – Julie
- Bernstein: Az ostrom – Georgette
- Ferenc Lehár: Végre egyedül – Tilly

## Filmografie
- 1912: Keserű szerelem
- 1912: Víg özvegy
- 1916: Hófehérke
- 1916: Monna Vanna
- 1916: Szulamit – Szulamit
- 1917: A csikós
- 1917: Árendás zsidó
- 1917: A riporterkirály
- 1917: A Senki fia
- 1917: Faun
- 1917: Szent Péter esernyője
- 1917: Tavasz a télben
- 1917: Vengerkák
- 1917: A vörös Sámson – Edit, Thursten unokahúga
- 1917: A kuruzsló – Ilma, Horváth János húga
- 1917: A szerencse fia – Irén, Varga lánya
- 1918: Mary Ann
- 1919: Liliom – Julika
- 1919: Omul de aur – Noémi
- 1920: A szerelem mindent legyőz
- 1920: Az aranyszemű hölgy
- 1920: Masamód – Harmath Hedvig (parteneră a câștigătorului Premiului Oscar Lukács Pál)
- 1921: Die Erbin von Tordis – Anne Kathrin
- 1922: Othello – Desdemona (german)
- 1923: Fräulein Frau
- 1923: Farsangi mámor
- 1928: Yvette
- 1929: Souris d'hôtel (A szálloda egere, francez) – Rita